# KK Napredak Kruševac
O Košarkaški Klub Konstantin (sérvio: кошаркашки клуб Напредак Крушевац), comumente conhecido como KK Napredak Rubin por razões de patrocinador, é um clube profissional de basquetebol sediado na cidade de Kruševac, Sérvia que atualmente disputa a Liga Sérvia. Foi fundado em 1946 e manda seus jogos no Kruševac Sports Hall que possui capacidade de 2.500 espectadores.

## Jogadores notáveis
- Dragan Milosavljević
- Čedomir Vitkovac
- Vojdan Stojanovski